# Villar de Maya
Villar de Maya es una localidad española del municipio de Villar del Río, perteneciente a la provincia de Soria, en la comunidad autónoma de Castilla y León. Está ubicada en la comarca de las Tierras Altas y el partido judicial de partido judicial de Soria.

## Geografía
Esta pequeña población de la comarca de Tierras Altas está ubicada en el norte de la provincia, bañada por el río Cidacos en la vertiente mediterránea, al sur de sierra de Camero Viejo y sierra del Hayedo de Santiago. Desde el punto de vista jerárquico de la Iglesia católica forma parte de la diócesis de Osma la cual, a su vez, pertenece a la archidiócesis de Burgos.

### Comunicaciones
Localidad situada en la carretera  provincial SO-P-1103, entre Santa Cruz de Yanguas y la capital del municipio.

## Historia
Lugar que durante la Edad Media formaba parte de  la Comunidad de Villa y Tierra de Yanguas, en el censo de Floridablanca denominado partido de Yanguas, señorío del marqués de Aguilar.
A la caída del Antiguo Régimen la localidad se constituyó en municipio constitucional en la región de Castilla la Vieja, partido de Ágreda que en el censo de 1842 contaba con  33 hogares y 136 vecinos.
Hacia mediados del siglo XIX, el lugar, por entonces con ayuntamiento propio, tenía contabilizadas 40 casas. Aparece descrito en el decimosexto volumen del Diccionario geográfico-estadístico-histórico de España y sus posesiones de Ultramar de Pascual Madoz de la siguiente manera:

VILLAR DE MAYA: l. con ayunt. en la prov. de Soria (6 leg.), part. jud. de Agreda (8), aud. terr. y c. g. de Burgos, dióc. de Calahorra (8 1/2). sit. entre cerros que le dominan por N. y O.; goza de clima templado y sano. Tiene 40 casas: la consistorial; escuela de instruccion primaria comun á ambos sexos, á cargo de un maestro dotado con 200 reales y 15 fan. de trigo; una igl. parr. filial de la de Yanguas. Confina el térm. con los de Las Diustes, Bretun, Santa Cecilia, Valdecantos y la Laguna; dentro de él se encuentra el desp. de Mayuela. El terreno, fertilizado por un arroyo que viene de Sta. Cecilia, es de regular calidad. caminos: los locales. prod.: trigo, cebada, avena, legumbres, cáñamo, lino, verduras y buenos pastos, con los que se mantiene ganado lanar, cabrio y mular. ind.: la agrícola y algunos telares de lienzos y paños ordinarios. comercio: esportacion del sobrante de frutos, ganado y lana, é importacion de los art. que faltan. pobl.: 33 vec., 136 alm. cap. imp.: 18,800 rs. 16 maravedises.
(Madoz, 1850, p. 239)

A mediados del siglo XIX creció el término del municipio al incorporar a Santa Cecilia.
El municipio de Villar de Maya desapareció en 1971, al fusionarse con los de Villar del Río, Bretún, La Cuesta, Diustes y Huérteles.

## Demografía
| Gráfica de evolución demográfica de Villar de Maya entre 1842 y 1970 |
| |
| Población de derecho según los censos de población del INE Población de hecho según los censos de población del INEEntre el censo de 1857 y el anterior, crece el término del municipio porque incorpora a 425098 (Santa Cecilia) Entre el censo de 1981 y el anterior, este municipio desaparece porque se integra en el municipio 42209 (Villar del Río) |

En el año 1981 contaba con 7 habitantes, concentrados en el núcleo principal, pasando a 3 en 2010 y a 1 en 2020.

## Medio ambiente
En su término e incluidos en la Red Natura 2000 los siguientes lugares:
- Lugar de Interés Comunitario conocido como Riberas del Río Cidacos y afluentes, ocupando 61 hectáreas, el 1 % de su término.[9]
- Lugar de Interés Comunitario conocido como Sierras de Urbión y Cebollera  ocupando 1855 hectáreas, el 15% de su término.[10]
- Zona Especial Protección de Aves conocida como sierra de Urbión ocupando 1923 hectáreas, el 16% de su término.[11]

## Patrimonio
Abundantes restos arqueológicos:

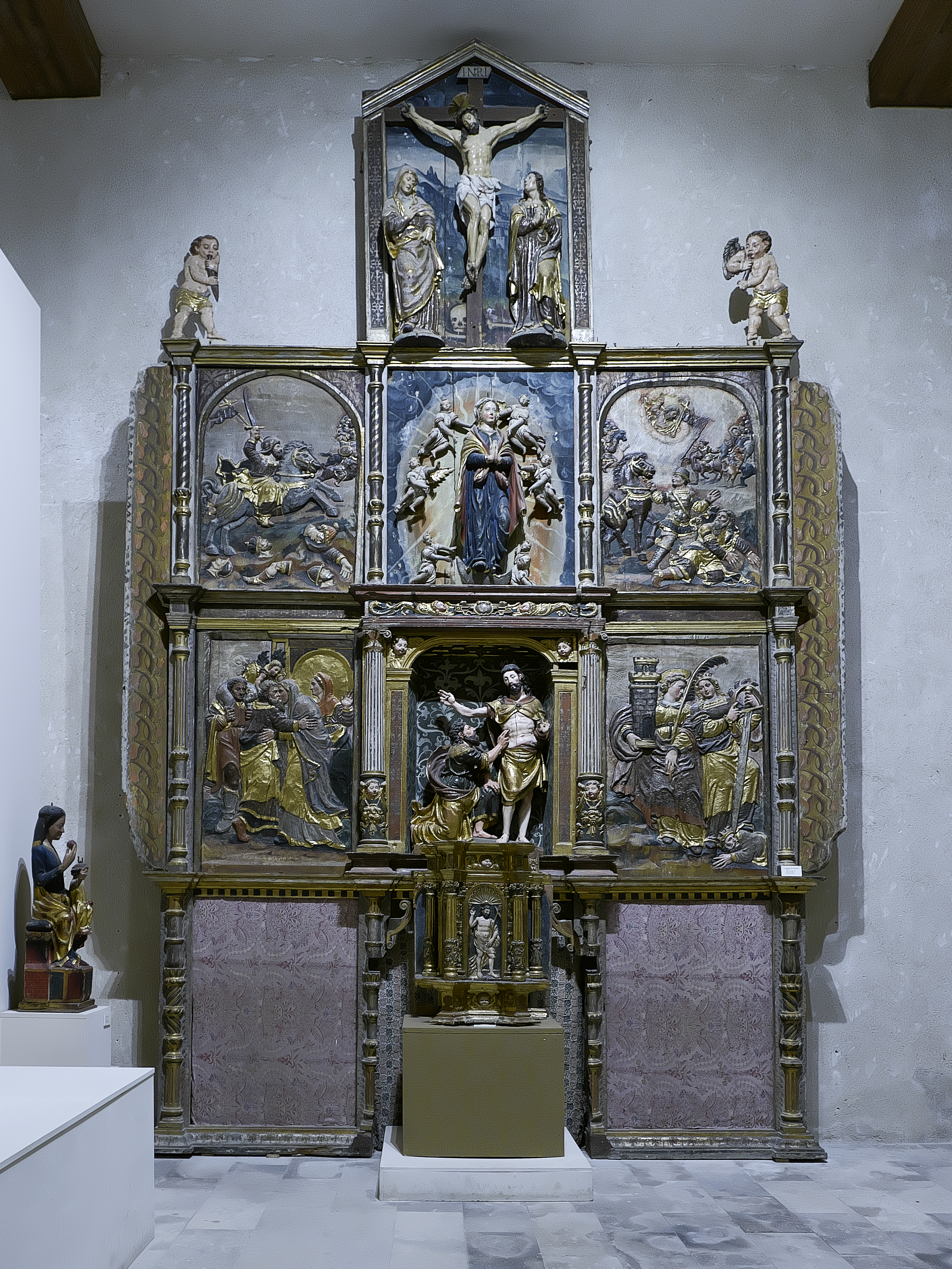
Retablo de la iglesia de Santo Tomás

Castro celtíbero de Los Castillejos, abandonado antes de la ocupación romana. Estudiado por Pascual y Pascual 1984: 92-3. 
Restos de otro castro del Bronce antiguo en el	Alto del Leidillo.
Restos de Castro de la Edad del Hierro en El Cogote las Veguillas.  
Mas restos del calcolítico en Piedras Blancas y en Los Lenares. 
Se situó aquí la casa más rica de la jurisdicción, la de los Rodrigo Velasco.
En el Museo Diocesano de la Catedral del Burgo de Osma se conserva el retablo renacentista de la iglesia de Santo Tomás, en ruina.

## Personas notables
- Publio Cordón, empresario.